# John Pogue
John Pogue ist ein Drehbuchautor, Filmproduzent und -regisseur.

## Leben
Pogue trat erstmals im Jahr 1998 als Drehbuchautor des Films Auf der Jagd in Erscheinung. Zwei Jahre später folgte The Skulls – Alle Macht der Welt, für den er auch erstmals als Filmproduzent tätig wurde. Pogue produzierte auch die erste Fortsetzung The Skulls II, die 2002 entstand. An The Fast and the Furious aus dem Jahr 2001 war er als Ausführender Produzent beteiligt, ohne anderweitig beteiligt zu sein. 
Im Jahr 2002 folgten weitere Drehbücher, danach trat er erst wieder im Jahr 2011 als Regisseur des Films Quarantäne 2: Terminal in Erscheinung. Aus seiner Feder stammt auch das Drehbuch. 2014 folgte mit The Quiet Ones sein zweiter Spielfilm als Regisseur. 2018 wurde der von inszenierte Film Blood Brother veröffentlicht, 2020 folgte Deep Blue Sea 3. Mit Eraser: Reborn (2022) drehte er eine Neuverfilmung von Eraser (1996).

## Filmografie (Auswahl)
Drehbuch
- 1998: Auf der Jagd (U.S. Marshals)
- 2000: The Skulls – Alle Macht der Welt (The Skulls)
- 2002: Rollerball
- 2002: Ghost Ship
- 2011: Quarantäne 2: Terminal (Quarantine 2: Terminal)
- 2014: The Quiet Ones

Regie
- 2011: Quarantäne 2 – Terminal
- 2014: The Quiet Ones
- 2018: Blood Brother
- 2020: Deep Blue Sea 3
- 2022: Eraser: Reborn

Produzent
- 2000: The Skulls – Alle Macht der Welt
- 2001: The Fast and the Furious (als Ausführender Produzent)
- 2002: The Skulls II